# Кусита (Џорџија)
Кусита (енгл. Cusseta) град је у америчкој савезној држави Џорџија. По попису становништва из 2010. у њему је живело 11.267 становника.

## Демографија
Према попису становништва из 2000. у граду је живело 1.196 становника.
| Група             | 2000.       | 2010.         |
| Белци             | 719 (60,1%) | 7.089 (62,9%) |
| Афроамериканци    | 436 (36,5%) | 2.123 (18,8%) |
| Азијати           | 1 (0,1%)    | 246 (2,2%)    |
| Хиспаноамериканци | 20 (1,7%)   | 1.398 (12,4%) |
| Укупно            | 1.196       | 11.267        |